# محمد آراسته‌خو
محمد آراسته‌خو (۲ آذر ۱۳۱۶ – ۲۳ تیر ۱۳۹۴) جامعه‌شناس ایرانی و سخنران یونسکو بود.

## زندگی‌نامه
پدرش، علی آراسته،خویی و ساکن بندرانزلی بود. تحصیلات ابتدایی را در دبستان بوذرجمهر و سیکل اول را در دبیرستان فردوسی زادگاهش به پایان رساند. در سال ۱۳۳۳ به تهران آمد و در دانشسرای مقدماتی مشغول تحصیل شد. با اتمام دوره دانش سرا، به شغل معلمی روی آورد و هفت سال در دهستان‌های اطراف تهران، گاجره و ورد آورد کرج تدریس کرد.
پس از دریافت دو دیپلم طبیعی و ادبی، به دانشگاه تهران راه یافت و در رشته علوم اجتماعی به تحصیل پرداخت. در سال ۱۳۴۴ به آموزش و پرورش تهران منتقل شد و در دبیرستان گواشیر آموزگار گردید. سه سال بعد با انتقال به دبیرستان ادهم، ریاست آن دبیرستان را عهده‌دار شد. چهارماه پس از آن، از ریاست کناره‌گیری کرد و در دبیرستان کاشف (منطقه یک) به تدریس پرداخت.
وی در سال ۱۳۴۵، باگرفتن لیسانس علوم اجتماعی، از دانشگاه تهران فارغ‌التحصیل شد؛ و پس از وقفه‌ای دوساله، تحصیل در دوره فوق لیسانس جامعه‌شناسی را آغاز کرد.
در سال ۱۳۴۸ ضمن تدریس و تحصیل به عنوان محقق مؤسسه مطالعات و تحقیقات اجتماعی دانشگاه تهران، دربخش جمعیت‌شناسی به فعالیت پرداخت. همان سال با فرهنگستان زبان و ادب پارسی ایران آغاز به همکاری کرد. مدتی نیز با محسن هشترودی در میزگردهای علمی-پژوهشی رادیو شرکت داشت. در ۱۳۵۰، فوق لیسانس جامعه‌شناسی را از دانشگاه تهران دریافت کرد و باسمت کارشناس مسوول دفتر هماهنگی برنامه‌های آموزش و پرورش مشغول خدمت گردید.
آراسته خودر سال ۱۳۵۱، به منظور گذراندن دوره برنامه‌ریزی آموزشی و کاربرد روش‌های پیشرفته پژوهشی در علوم اجتماعی، از طرف مرکز مطالعات و تحقیقات علمی-اجتماعی به فرانسه رفت و مدت دو سال دوره تخصصی عالی آن رشته را به پایان برد. وی درکنگره جهانی تاریخ اجتماعی ایران در عهد هخامنشی با ارائه مقاله فرهنگ معنوی و ایدئولوژی‌های حاکم بر تفکرات عصر هخامنشی از دیدگاه جامعه‌شناسی، مقام اول را در میان دانشمندان خاورمیانه شرکت‌کننده در کنگره کسب کرد.
در چهار سال اقامت متناوب در فرانسه به گرفتن دکتری تخصصی در جامعه‌شناسی، با گرایش جامعه‌شناسی سیاسی، نایل گشت. پس از گذراندن چند دوره تخصصی کوتاه مدت، به ایران بازگشت و در دوره عالی مرکزآموزش ژاندارمری (ونک) به تدریس پرداخت. هم‌زمان نیز، به مدرسی دوره‌های تربیت استاد برگزیده شد. در ۱۳۵۴ از طرف مرکز آموزش ژاندارمری به عنوان استاد نمونه مورد تقدیر قرار گرفت. به موازات این فعالیت‌ها، تدریس رشته تحقیق و کاربرد روش‌های پژوهشی را در سمینارهای مراکز استان‌های کشور بر عهده داشت.
پس از انقلاب اسلامی فعالیت خود را در مرکز مطالعات و تحقیقات علمی-اجتماعی از سرگرفت و پنج ماه نیز در سمت مشاور رئیس آن مرکز، شهید محمدعلی رجایی، به خدمت پرداخت. اواخر تابستان ۱۳۵۸، براثر ابتلا به بیماری، پنج سال از تدریس و تحقیق بازماند.
پس از بهبودی نسبی، در سال ۱۳۶۳، مشغول تدریس فلسفه و روش تحقیق و جامعه‌شناسی و اندیشه‌های سیاسی در مراکز تربیت معلم گردیدو به عضویت هیئت علمی دانشگاه آزاد اسلامی واحد کرج درآمد، و تا سال ۱۳۷۲، در آن دانشگاه تدریس کرد. وی چندبار از سوی آن دانشگاه، به عنوان استاد نمونه انتخاب گردید و از خدمات علمی اش تقدیر به عمل آمد.
آراسته خو در ۱۳۷۳، در دانشگاه پیام نور و دانشگاه افسری امام علی به تدریس پرداخت، و دو کتاب درسی به نگارش درآورد که عنوان‌های آن‌ها تأمین و رفاه اجتماعی و انواع کارکرد تعاونی‌ها است. همان سال نیز با دائرةالمعارف بزرگ اسلامی به همکاری پرداخت. وی در کلاس‌های آموزش مدیریت نوین ویژه مدیران ارشد شرکت‌های ایران خودرو و پارس خودرو به تدریس «تفکر» پرداخته‌است.
نخستین نشریه علمی-آموزشی برای مدیران به نام بولتن آموزشی، با سردبیری وی در این سازمان‌ها منتشر شد. آراسته خو از اواخر سال ۱۳۷۶ به منظور پژوهش‌های علمی و فرهنگی از همکاران پژوهشگاه فرهنگ و اندیشه اسلامی گردید. در شهریور ۱۳۷۸، از سوی نهاد ریاست جمهوری لوح زرین و تقدیرنامه دریافت کرد.
محمد آراسته خو رئیس کمیته بین‌المللی همکاری (دولت، دانشگاه و صنعت)، متخصص برنامه‌ریزی تربیتی و آموزشی از یونسکو و عضویت در صندوق جمعیت‌شناسی ملل متحد را در سابقه کاری خود دارد.
تدریس در دوره‌های تخصصی دانشگاه فرماندهی و ستاد (دافوس) یکی از مهم‌ترین سوابق کاری این استاد کم‌نظیر محسوب می‌شود.
آراسته خو در بیش از پانصد سمینار داخلی، خارجی، برنامه‌های یونسکو، به ارائه مقاله و سخنرانی پرداخته‌است؛ و بیش از ۶۰ بار از سوی سازمان‌ها و مراکز مختلف معتبر داخلی و بین‌المللی مورد تقدیر قرار گرفته‌است.
محمد آراسته خو به دور از هرگونه تعارفات معمول خود را دانشجوی پیری می‌دانست. ایشان شیوه‌های تفکر را به خوبی می‌شناسد، کلمات را کالبدشکافی نموده و باقدرت کم‌نظیری سخن می‌گوید، آنچنان عاشقانه و عالمانه سخن می‌گفت و رفتار می‌کرد که وقتی در کنار ایشان می‌نشستید زمان را فراموش می‌کردید.
وی به عنوان بازنشسته نمونه کشوری توسط رئیس‌جمهور مورد تقدیر قرار گرفتند.

## آثار
- انواع و کارکرد تعاونی‌ها
- تأمین و رفاه اجتماعی
- جامعه‌شناسی دموکراسی
- جامعه‌شناسی سیاسی
- جمعیت‌شناسی تطبیقی جهان و ایران (باهمکاری حبیب‌الله زنجانی، داریوش صدری وحید)
- شاخص اشتغال به تحصیل در ایران
- مبانی جامعه‌شناسی سیاسی
- مسئله مسکن و تراکم در ایران (باهمکاری حبیب‌الله زنجانی، داریوش صدری وحید)
- مهاجرت‌های داخلی ایران (باهمکاری حبیب‌الله زنجانی، داریوش صدری وحید)
- نقد و نگرش بر فرهنگ اصطلاحات علمی-اجتماعی
- وامداری غرب نسبت به شرق در حوزه علم، معرفت و دانایی و..